# Знепилювання

Схеми знепилення у вертикальному (а), горизонтальному (б) і комбінованому (в) потоках матеріалу в повітряних класифікаторах.

пиловловлювач; 4 — димосос; 5 — батарейний пиловловлювач типу ПБЦ; 6 — групові циклони діаметром 800 мм; 7 — труба-сушарка; 8 — розвантажувальний циклон.

Знепилювання (рос. обеспыливание, англ. dust removal,  dedusting; нім. Kohlenentstaubung f, Entstaubung f) — пневматична обробка викопної сировини або продуктів її збагачення для зменшення вмісту в них пилу; зниження вмісту пилу у корисній копалині, наприклад, у вугіллі.

## Загальна характеристика
Знепилювання проводиться з використанням рідин (гідрознепилення) або без них. Для знепилювання на збагачувальних фабриках та ін. гірн. виробництвах застосовуються апарати з пневматичним способом дії (жалюзійні знепилювачі), грохоти-знепилювачі з вдуванням повітря під решето, відцентрові знепилювачі.
В загальному вимірі знепилювання є частиною комплексу заходів щодо боротьби з виробничим пилом, що здійснюються відповідно до проекту розробки родовищ корисних копалин.
Включає:
- зниження питомого пилоутворення — нагнітанням рідини в пласт або рудне тіло через шпури або свердловини,
- застосуванням машин, установок і процесів з меншим ступенем подрібнення гірських порід;
- запобіганням зависанню пилу в повітрі — зрошуванням, пневмогідрозрошуванням, внутр. і зовн. водяною забивкою шпурів і свердловин, водорозпилюючими завісами, обмивкою гірн. виробок, їх побілкою вапняковим розчином, сухим прибиранням пилу, що відклався, очищенням запиленого повітря, фільтрувальними або пиловловлювальними водяними, масляними, паперовими і жалюзійними перемичками, фільтрами, циклонами, пилевідстійними камерами.

Оскільки самостійно жоден з способів і засобів не забезпечує повного З. часто застосовують їх комплексно.
Для технологічної очистки газів на барабанних сушарках діаметром 2,8 м застосовують одиночні циклони діаметром 3000-3250 мм, а на барабанних сушарках діаметром 3,5 м — групи циклонів діаметром 800 і 1250 мм.
На трубах-сушарках найчастіше як розвантажувальні апарати застосовують одиночні крупногабаритні циклони діаметром 2200-3600 мм.
Ефективність осадження вугілля в розвантажувальних циклонах труб-сушарок при очищенні газів об'ємом понад 100 тис. м³/год може бути підвищена завдяки паралельному встановленню групи циклонів меншого діаметра.
Технологічна суха очистка газів сушильних установок здійснюється в групових і батарейних циклонах.
Батарейний пиловловлювач типу ПБЦ являє собою батарею циклонів діаметром 250 мм. Ступінь уловлення пилу в батарейному ци-клоні складає 97-99 %.
Остаточна очистка газів сушильних установок здійснюється в апаратах мокрого пиловловлення типу МПР. Запиленість газів на вході в апарати мокрого пиловловлення допускається не більше 2-3 г/м³. Апарати МПР складаються зі зрошуваної решітки, встановленої в комплексі з газоходом типу труби Вентурі і шламовіддільника. Запилений газ подається в апарат через U-подібний перехідний газохід, у якому встановлені дві форсунки відцентрової дії для подачі чистої рідини на зрошення колекторної решітки і пилогазового потоку.

## Мокре знепилення
Мокре знепилення (знешламлення) практично не відрізняється від підготовчих процесів на грохотах і в гідроциклонах. Основна особливість знепилення на грохотах — використання сит з відносно дрібними отворами.
Знепилення повітряною класифікацією здійснюється у вертикальних, горизонтальних і комбінованих потоках.

## Сухе знепилення
Сухе знепилення в повітряних класифікаторах — знепилювачах здійснюється повітряним струменем, що пропускається крізь шар рухомого матеріалу. При цьому повітряний потік захоплює дрібні частинки і відносить їх до системи пиловловлення. Крупні частинки, що випадають з повітряного потоку, направляються у збірник знепиленого продукту. Розрізняють відцентрові, камерні, жалюзійні, вібраційні та інші типи знепилювачів, але найбільше застосування у практиці збагачення знайшли відцентрові знепилювачі.